# Micoud (St. Lucia)
Micoud ist ein Ort im Quarter (Distrikt) Micoud an der Südost-Küste des kleinen karibischen Inselstaates St. Lucia. 2005 hatte der Ort geschätzt etwa 2700 Einwohner.

## Name
Der Ort wurde nach Baron de Micoud benannt, dem französischen Gouverneur von Saint Lucia im 18. Jahrhundert (um 1769).

## Geographie
Micoud liegt im südlichen Teil der Ostküste von St. Lucia, im Schutz einer Bucht, die von der Landzunge L’Anse Captain vor den Wellen des Atlantik geschützt wird und durch Felsrücken drei weitere Unterteilungen erfährt. In der nördlichsten dieser kleinen Buchten mündet der Vollet River, direkt an der Grenze zum nördlich gelegenen Quarter Praslin. Die südliche Siedlungsgrenze bildet in etwa der Fluss Troumassee River, der südlich der L’Anse Captain in die Troumassee Bay mündet.
Der Castries-Vieux Fort-Highway (Micoud Highway), der in etwa dem Verlauf der Küste folgt, verbindet Micoud mit Monrepos in Praslin im Norden und mit Desruisseaux im Süden. Südlich der Mündung des Troumassee River zweigt auch die einzige Straße ab, die westlich nach Anbre führt.
Direkt oberhalb des Hauptstrandes von Micoud steht die katholische St. Lucy Roman Catholic Church, zu der auch der St. Lucy Micoud Cemetery nebenan gehört.
Außerdem gibt es noch eine Ebenezer Seventh Day Adventists Church und eine Pentecostal Church, direkt neben der Micoud Secondary School.

## Persönlichkeiten
- Sir John Compton (1925–2007), Premier von Saint Lucia (1967–1979), Premierminister 1979, 1982–1996 und 2006–2007.